# Mistrovství světa ve fotbale žen 2023 (soupisky)
Soupisky na Mistrovství světa ve fotbale žen 2023. 

## Skupina A

### Nový Zéland
Hlavní trenérka:  Jitka Klimková
| Jméno              | Datum narození | Klub                        |
| Brankářky          | Brankářky      | Brankářky                   |
| ------------------ | -------------- | --------------------------- |
| Erin Nayler        | 17. 04. 1992   | IFK Norrköping              |
| Victoria Esson     | 06. 03. 1991   | Rangers FC                  |
| Anna Leat          | 26. 06. 2001   | Aston Villa FC              |
| Obránkyně          |                |                             |
| Claudia Bunge      | 21. 09. 1999   | Melbourne Victory FC        |
| CJ Bott            | 22. 04. 1995   | Leicester City FC           |
| Michaela Foster    | 09. 01. 1999   | Wellington Phoenix          |
| Ali Riley          | 30. 10. 1987   | Angel City                  |
| Rebekah Stott      | 17. 06. 1993   | Brighton & Hove Albion FC   |
| Katie Bowen        | 15. 04. 1994   | Melbourne City              |
| Elizabeth Anton    | 12. 12. 1998   | Perth Glory                 |
| Záložnice          |                |                             |
| Ria Percival       | 07. 12. 1989   | Tottenham Hotspur FC        |
| Malia Steinmetz    | 18. 01. 1999   | Western Sydney Wanderers FC |
| Daisy Cleverley    | 30. 04. 1997   | HB Køge                     |
| Annalie Longo      | 01. 07. 1991   | Christchurch United         |
| Olivia Chance      | 05. 10. 1993   | Celtic FC                   |
| Betsy Hassett      | 04. 08. 1990   | Wellington Phoenix          |
| Útočnice           |                |                             |
| Gabi Rennie        | 07. 07. 2001   | Arizona State Sun Devils    |
| Paige Satchell     | 13. 04. 1998   | Wellington Phoenix          |
| Jacqui Hand        | 19. 02. 1999   | Åland United                |
| Hannah Wilkinson   | 28. 05. 1992   | Melbourne City              |
| Grace Jale         | 10. 04. 1999   | Canberra United             |
| Indiah-Paige Riley | 20. 12. 2001   | Brisbane Roar FC            |
| Milly Clegg        | 01. 11. 2005   | Wellington Phoenix          |

### Norsko
Hlavní trenérka: Hege Riise
| Jméno                  | Datum narození | Klub                      |
| Brankářky              | Brankářky      | Brankářky                 |
| ---------------------- | -------------- | ------------------------- |
| Cecilie Fiskerstrand   | 20. 03. 1996   | Lillestrøm SK             |
| Guro Pettersen         | 22. 08. 1991   | Vålerenga IF              |
| Aurora Mikalsen        | 21. 03. 1996   | Brann Bergen              |
| Obránkyně              |                |                           |
| Anja Sønstevold        | 21. 06. 1992   | FC Inter Milán            |
| Sara Hørte             | 24. 11. 2000   | Rosenborg BK              |
| Tuva Hansen            | 04. 08. 1997   | FC Bayern Mnichov         |
| Guro Bergsvand         | 03. 03. 1994   | Brighton & Hove Albion FC |
| Maren Mjelde           | 06. 11. 1989   | Chelsea FC                |
| Mathilde Harviken      | 29. 12. 2001   | Rosenborg BK              |
| Marit Bratberg Lund    | 07. 11. 1997   | Brann Bergen              |
| Záložnice              |                |                           |
| Ingrid Syrstad Engen   | 29. 04. 1998   | FC Barcelona Femení       |
| Vilde Bøe Risa         | 13. 07. 1995   | Manchester United FC      |
| Caroline Graham Hansen | 18. 02. 1995   | FC Barcelona Femení       |
| Guro Reiten            | 26. 07. 1994   | Chelsea FC                |
| Thea Bjelde            | 05. 06. 2000   | Vålerenga IF              |
| Amalie Eikeland        | 26. 08. 1995   | Reading FC                |
| Frida Maanum           | 16. 07. 1999   | Arsenal FC                |
| Emilie Haavi           | 16. 06. 1992   | AS Řím                    |
| Útočnice               |                |                           |
| Karina Sævik           | 24. 03. 1996   | Vålerenga IF              |
| Ada Hegerberg          | 10. 07. 1995   | Olympique Lyon            |
| Julie Blakstad         | 27. 08. 2001   | BK Häcken                 |
| Anna Jøsendal          | 29. 04. 2001   | Rosenborg BK              |
| Sophie Román Haug      | 04. 06. 1999   | AS Řím                    |

### Filipíny
Hlavní trenér:  Alen Stajcic
| Jméno             | Datum narození | Klub                        |
| Brankářky         | Brankářky      | Brankářky                   |
| ----------------- | -------------- | --------------------------- |
| Olivia McDaniel   | 14. 10. 1997   | Stallion Laguna             |
| Kaiya Jota        | 05. 02. 2006   | Los Angeles Breakers        |
| Kiara Fontanilla  | 01. 07. 2000   | Central Coast Mariners FC   |
| Obránkyně         |                |                             |
| Malea Cesar       | 09. 12. 2003   | Blacktown City              |
| Jessika Cowart    | 30. 10. 1999   | IFK Kalmar                  |
| Hali Long         | 21. 01. 1995   | Kaya–Iloilo                 |
| Angela Beard      | 16. 08. 1997   | Western United              |
| Sofia Harrison    | 16. 02. 1999   | –                           |
| Alicia Barker     | 22. 05. 1998   | Pacific Northwest SC        |
| Dominique Randle  | 10. 12. 1994   | Þór/KA                      |
| Reina Bonta       | 17. 04. 1999   | Santos FC                   |
| Záložnice         |                |                             |
| Jaclyn Sawicki    | 14. 11. 1992   | Western United              |
| Tahnai Annis      | 20. 06. 1989   | Þór/KA                      |
| Sara Eggesvik     | 29. 04. 1997   | KIL/Hemne                   |
| Anicka Castañeda  | 15. 12. 1999   | Mt Druitt Town Rangers FC   |
| Ryley Bugay       | 23. 01. 1996   | –                           |
| Quinley Quezada   | 07. 04. 1997   | FK Crvena zvezda            |
| Útočnice          |                |                             |
| Sarina Bolden     | 30. 06. 1996   | Western Sydney Wanderers FC |
| Isabella Flanigan | 22. 02. 2005   | West Virginia Mountaineers  |
| Chandler McDaniel | 04. 02. 1998   | Stallion Laguna             |
| Meryll Serrano    | 20. 07. 1997   | Stabæk Fotball              |
| Carleigh Frilles  | 11. 04. 2002   | Blacktown Spartans          |
| Katrina Guillou   | 19. 12. 1993   | Piteå IF                    |

### Švýcarsko
Hlavní trenérka:  Inka Grings
| Jméno                  | Datum narození | Klub                   |
| Brankářky              | Brankářky      | Brankářky              |
| ---------------------- | -------------- | ---------------------- |
| Gaëlle Thalmann        | 18. 01. 1986   | Real Betis             |
| Livia Peng             | 14. 03. 2002   | Levante UD             |
| Seraina Friedli        | 20. 03. 1993   | FC Curych              |
| Obránkyně              |                |                        |
| Julia Stierli          | 03. 04. 1997   | FC Curych              |
| Lara Marti             | 21. 09. 1999   | Bayer 04 Leverkusen    |
| Laura Felber           | 17. 08. 2001   | Servette FC            |
| Noelle Maritz          | 23. 12. 1995   | Arsenal FC             |
| Nadine Riesen          | 11. 04. 2000   | FC Curych              |
| Luana Bühler           | 28. 04. 1996   | TSG 1899 Hoffenheim    |
| Viola Calligaris       | 17. 03. 1996   | Levante UD             |
| Eseosa Aigbogun        | 23. 05. 1993   | Paříž FC               |
| Záložnice              |                |                        |
| Géraldine Reuteler     | 21. 04. 1999   | Eintracht Frankfurt    |
| Coumba Sow             | 27. 08. 1994   | Servette FC            |
| Lia Wälti              | 19. 04. 1993   | Arsenal FC             |
| Marion Rey             | 21. 03. 1999   | FC Curych              |
| Sandrine Mauron        | 19. 12. 1996   | Servette FC            |
| Seraina Piubel         | 02. 06. 2000   | FC Curych              |
| Útočnice               |                |                        |
| Amira Arfaoui          | 08. 08. 1999   | Bayer 04 Leverkusen    |
| Ana Maria Crnogorčević | 03. 10. 1990   | FC Barcelona Femení    |
| Ramona Bachmann        | 25. 12. 1990   | Paris Saint-Germain FC |
| Fabienne Humm          | 20. 12. 1986   | FC Curych              |
| Meriame Terchoun       | 27. 10. 1995   | Dijon FCO              |
| Alisha Lehmann         | 21. 01. 1999   | Aston Villa FC         |

## Skupina B

### Austrálie
Hlavní trenér:  Tony Gustavsson
| Jméno              | Datum narození | Klub                        |
| Brankářky          | Brankářky      | Brankářky                   |
| ------------------ | -------------- | --------------------------- |
| Lydia Williams     | 13. 05. 1988   | Brighton & Hove Albion FC   |
| Teagan Micah       | 20. 10. 1997   | FC Rosengård                |
| Mackenzie Arnold   | 25. 02. 1994   | West Ham United FC          |
| Obránkyně          |                |                             |
| Courtney Nevin     | 12. 02. 2002   | Leicester City FC           |
| Aivi Luik          | 18. 03. 1985   | BK Häcken                   |
| Clare Polkinghorne | 01. 02. 1989   | Vittsjö GIK                 |
| Steph Catley       | 26. 01. 1994   | Arsenal FC                  |
| Alanna Kennedy     | 21. 01. 1995   | Manchester City FC          |
| Clare Hunt         | 12. 03. 1999   | Western Sydney Wanderers FC |
| Ellie Carpenter    | 28. 04. 2000   | Olympique Lyon              |
| Charlotte Grant    | 20. 09. 2001   | Vittsjö GIK                 |
| Záložnice          |                |                             |
| Clare Wheeler      | 14. 01. 1998   | Everton FC                  |
| Alex Chidiac       | 15. 01. 1999   | Racing Louisville           |
| Emily van Egmond   | 12. 07. 1993   | San Diego Wave              |
| Tameka Yallop      | 16. 06. 1991   | Brann Bergen                |
| Katrina Gorry      | 13. 08. 1992   | Vittsjö GIK                 |
| Kyra Cooney-Cross  | 15. 02. 2002   | Hammarby IF                 |
| Útočnice           |                |                             |
| Cortnee Vine       | 09. 04. 1998   | Sydney FC                   |
| Caitlin Foord      | 11. 11. 1994   | Arsenal FC                  |
| Mary Fowler        | 14. 02. 2003   | Manchester City FC          |
| Hayley Raso        | 05. 09. 1994   | Manchester City FC          |
| Kyah Simon         | 25. 06. 1991   | Tottenham Hotspur FC        |
| Sam Kerr           | 10. 09. 1993   | Chelsea FC                  |

### Kanada
Hlavní trenérka:  Bev Priestman
| Jméno              | Datum narození | Klub                     |
| Brankářky          | Brankářky      | Brankářky                |
| ------------------ | -------------- | ------------------------ |
| Kailen Sheridan    | 16. 07. 1995   | San Diego Wave           |
| Sabrina D'Angelo   | 11. 05. 1993   | Arsenal FC               |
| Lysianne Proulx    | 17. 04. 1999   | Torreense                |
| Obránkyně          |                |                          |
| Allysha Chapman    | 25. 01. 1989   | Houston Dash             |
| Kadeisha Buchanan  | 05. 11. 1995   | Chelsea FC               |
| Shelina Zadorsky   | 24. 10. 1992   | Tottenham Hotspur FC     |
| Jayde Riviere      | 22. 01. 2001   | Manchester United FC     |
| Ashley Lawrence    | 11. 06. 1995   | Paris Saint-Germain FC   |
| Vanessa Gilles     | 11. 03. 1996   | Olympique Lyon           |
| Gabrielle Carle    | 12. 10. 1998   | Washington Spirit        |
| Záložnice          |                |                          |
| Quinn              | 11. 08. 1995   | OL Reign                 |
| Julia Grosso       | 29. 08. 2000   | Juventus FC              |
| Sophie Schmidt     | 28. 06. 1988   | Houston Dash             |
| Jessie Fleming     | 11. 03. 1998   | Chelsea FC               |
| Simi Awujo         | 23. 09. 2003   | USC Trojans              |
| Olivia Smith       | 05. 08. 2004   | Penn State Nittany Lions |
| Útočnice           |                |                          |
| Deanne Rose        | 03. 03. 1999   | Reading FC               |
| Jordyn Huitema     | 08. 05. 2001   | OL Reign                 |
| Evelyne Viens      | 06. 02. 1997   | Kristianstads DFF        |
| Christine Sinclair | 12. 06. 1983   | Portland Thorns          |
| Nichelle Prince    | 19. 02. 1995   | Houston Dash             |
| Adriana Leon       | 02. 10. 1992   | Manchester United FC     |
| Cloé Lacasse       | 07. 07. 1993   | Benfica Lisabon          |

### Nigérie
Hlavní trenér:  Randy Waldrum
| Jméno              | Datum narození | Klub                        |
| Brankářky          | Brankářky      | Brankářky                   |
| ------------------ | -------------- | --------------------------- |
| Tochukwu Oluehi    | 02. 05. 1987   | Hakkarigücü Spor            |
| Chiamaka Nnadozie  | 08. 12. 2000   | Paříž FC                    |
| Yewande Balogun    | 28. 09. 1989   | AS Saint-Étienne            |
| Obránkyně          |                |                             |
| Ashleigh Plumptre  | 08. 05. 1998   | Leicester City FC           |
| Osinachi Ohale     | 21. 12. 1991   | Deportivo Alavés            |
| Glory Ogbonna      | 25. 12. 1998   | Beşiktaş JK                 |
| Onome Ebi          | 08. 05. 1983   | Abia Angels                 |
| Oluwatosin Demehin | 13. 03. 2002   | Stade Reims                 |
| Rofiat Imuran      | 17. 06. 2004   | Stade Reims                 |
| Michelle Alozie    | 28. 04. 1997   | Houston Dash                |
| Záložnice          |                |                             |
| Toni Payne         | 22. 04. 1995   | Sevilla FC                  |
| Christy Ucheibe    | 25. 12. 2000   | Benfica Lisabon             |
| Deborah Abiodun    | 02. 11. 2003   | Rivers Angels               |
| Rasheedat Ajibade  | 08. 12. 1999   | Atlético Madrid             |
| Halimatu Ayinde    | 16. 05. 1995   | FC Rosengård                |
| Jennifer Echegini  | 22. 03. 2001   | Florida State Seminoles     |
| Útočnice           |                |                             |
| Ifeoma Onumonu     | 25. 02. 1994   | NJ/NY Gotham FC             |
| Asisat Oshoala     | 09. 10. 1994   | FC Barcelona Femení         |
| Desire Oparanozie  | 17. 12. 1993   | Wu-chan Jianghan University |
| Gift Monday        | 09. 12. 2001   | Granadilla Tenerife         |
| Uchenna Kanu       | 20. 06. 1997   | Racing Louisville           |
| Francisca Ordega   | 19. 10. 1993   | PFK CSKA Moskva             |
| Esther Okoronkwo   | 27. 03. 1997   | AS Saint-Étienne            |

### Irsko
Hlavní trenérka:  Vera Pauw
| Jméno             | Datum narození | Klub                      |
| Brankářky         | Brankářky      | Brankářky                 |
| ----------------- | -------------- | ------------------------- |
| Courtney Brosnan  | 10. 11. 1995   | Everton FC                |
| Grace Moloney     | 01. 03. 1993   | Reading FC                |
| Megan Walsh       | 12. 11. 1994   | Brighton & Hove Albion FC |
| Obránkyně         |                |                           |
| Claire O'Riordan  | 12. 10. 1994   | Celtic FC                 |
| Chloe Mustaki     | 29. 07. 1995   | Bristol City FC           |
| Louise Quinn      | 17. 06. 1990   | Birmingham City FC        |
| Niamh Fahey       | 13. 10. 1987   | Liverpool FC              |
| Diane Caldwell    | 11. 09. 1988   | Reading FC                |
| Áine O'Gorman     | 13. 05. 1989   | Shamrock Rovers FC        |
| Heather Payne     | 26. 01. 2000   | Florida State Seminoles   |
| Isibeal Atkinson  | 17. 07. 2001   | West Ham United FC        |
| Záložnice         |                |                           |
| Megan Connolly    | 07. 03. 1997   | Brighton & Hove Albion FC |
| Ruesha Littlejohn | 03. 07. 1990   | Aston Villa FC            |
| Denise O'Sullivan | 04. 02. 1994   | North Carolina Courage    |
| Katie McCabe      | 21. 09. 1995   | Arsenal FC                |
| Lily Agg          | 17. 12. 1993   | London City Lionesses     |
| Lucy Quinn        | 29. 09. 1993   | Birmingham City FC        |
| Sinead Farrelly   | 16. 11. 1989   | NJ/NY Gotham FC           |
| Ciara Grant       | 11. 06. 1993   | Heart of Midlothian FC    |
| Útočnice          |                |                           |
| Amber Barrett     | 16. 01. 1996   | Turbine Potsdam           |
| Kyra Carusa       | 14. 11. 1995   | London City Lionesses     |
| Abbie Larkin      | 27. 04. 2005   | Shamrock Rovers FC        |
| Marissa Sheva     | 22. 04. 1997   | Washington Spirit         |

## Skupina C

### Kostarika
Hlavní trenérka: Amelia Valverde
| Jméno                | Datum narození | Klub                     |
| Brankářky            | Brankářky      | Brankářky                |
| -------------------- | -------------- | ------------------------ |
| Génesis Pérez        | 04. 05. 2005   | UCF Knights              |
| Priscilla Tapia      | 02. 05. 1991   | Deportivo Saprissa       |
| Daniela Solera       | 21. 07. 1997   | Sporting                 |
| Obránkyně            |                |                          |
| Gabriela Guillén     | 01. 03. 1992   | Þór/KA                   |
| María Coto           | 02. 03. 1998   | Alajuelense              |
| Mariana Benavides    | 26. 12. 1994   | Deportivo Saprissa       |
| Valeria del Campo    | 15. 02. 2000   | CF Monterrey             |
| Carol Sánchez        | 16. 04. 1986   | Independiente Santa Fe   |
| María Paula Elizondo | 30. 11. 1998   | Deportivo Saprissa       |
| Fabiola Villalobos   | 13. 03. 1998   | Alajuelense              |
| Záložnice            |                |                          |
| Melissa Herrera      | 10. 10. 1996   | FC Girondins de Bordeaux |
| Mariela Campos       | 07. 10. 1998   | Deportivo Saprissa       |
| Gloriana Villalobos  | 20. 08. 1999   | Deportivo Saprissa       |
| Raquel Rodríguez     | 28. 10. 1993   | Portland Thorns          |
| Emilie Valenciano    | 15. 02. 1997   | Asheville City           |
| Priscila Chinchilla  | 11. 07. 2001   | Glasgow City FC          |
| Cristín Granados     | 19. 08. 1989   | Sporting                 |
| Katherine Alvarado   | 11. 04. 1991   | Deportivo Saprissa       |
| Alexandra Pinell     | 18. 10. 2002   | Alajuelense              |
| Sheika Scott         | 22. 10. 2006   | Alajuelense              |
| Útočnice             |                |                          |
| María Paula Salas    | 12. 07. 2002   | CF Monterrey             |
| Sofía Varela         | 28. 03. 1998   | Santos Laguna            |
| Catalina Estrada     | 11. 10. 1998   | Deportivo Saprissa       |

### Japonsko
Hlavní trenér: Futoshi Ikeda
| Jméno           | Datum narození | Klub               |
| Brankářky       | Brankářky      | Brankářky          |
| --------------- | -------------- | ------------------ |
| Ayaka Yamashita | 29. 09. 1995   | INAC Kobe Leonessa |
| Momoko Tanaka   | 17. 03. 2000   | Tokio Verdy        |
| Chika Hirao     | 31. 12. 1996   | Albirex Niigata    |
| Obránkyně       |                |                    |
| Risa Shimizu    | 15. 06. 1996   | West Ham United FC |
| Moeka Minami    | 07. 12. 1998   | AS Řím             |
| Saki Kumagai    | 17. 10. 1990   | FC Bayern Mnichov  |
| Shiori Miyake   | 13. 10. 1995   | INAC Kobe Leonessa |
| Hana Takahashi  | 19. 02. 2000   | Urawa Red Diamonds |
| Kiko Seike      | 08. 08. 1996   | Urawa Red Diamonds |
| Miyabi Moriya   | 22. 08. 1996   | INAC Kobe Leonessa |
| Rion Ishikawa   | 04. 07. 2003   | Urawa Red Diamonds |
| Záložnice       |                |                    |
| Hina Sugita     | 31. 01. 1997   | Portland Thorns    |
| Hinata Miyazawa | 28. 11. 1999   | MyNavi Sendai      |
| Hikaru Naomoto  | 03. 03. 1994   | Urawa Red Diamonds |
| Fūka Nagano     | 09. 03. 1999   | Liverpool FC       |
| Jun Endō        | 24. 05. 2000   | Angel City         |
| Yui Hasegawa    | 29. 01. 1997   | Manchester City FC |
| Aoba Fujino     | 27. 01. 2004   | Tokio Verdy        |
| Honoka Hayashi  | 19. 05. 1998   | West Ham United FC |
| Útočnice        |                |                    |
| Riko Ueki       | 30. 07. 1999   | Tokio Verdy        |
| Mina Tanaka     | 28. 04. 1994   | INAC Kobe Leonessa |
| Maika Hamano    | 09. 05. 2004   | Hammarby IF        |
| Remina Chiba    | 30. 04. 1999   | JEF United Čiba    |

### Španělsko
Hlavní trenér: Jorge Vilda
| Jméno                | Datum narození | Klub                 |
| Brankářky            | Brankářky      | Brankářky            |
| -------------------- | -------------- | -------------------- |
| Misa Rodríguez       | 22. 07. 1999   | Real Madrid          |
| Enith Salón          | 24. 09. 2001   | Valencia CF          |
| Cata Coll            | 23. 04. 2001   | FC Barcelona Femení  |
| Obránkyně            |                |                      |
| Ona Batlle           | 10. 06. 1999   | Manchester United FC |
| Irene Paredes        | 04. 07. 1991   | FC Barcelona Femení  |
| Ivana Andrés         | 13. 07. 1994   | Real Madrid          |
| Oihane Hernández     | 04. 05. 2000   | Athletic Bilbao      |
| Laia Codina          | 22. 01. 2000   | FC Barcelona Femení  |
| Olga Carmona         | 12. 06. 2000   | Real Madrid          |
| Rocío Gálvez         | 15. 04. 1997   | Real Madrid          |
| Záložnice            |                |                      |
| Teresa Abelleira     | 09. 01. 2000   | Real Madrid          |
| Aitana Bonmatí       | 18. 01. 1998   | FC Barcelona Femení  |
| Irene Guerrero       | 12. 12. 1996   | Atlético Madrid      |
| Jennifer Hermoso     | 09. 05. 1990   | CF Pachuca           |
| Alexia Putellas      | 04. 02. 1994   | FC Barcelona Femení  |
| María Pérez          | 24. 12. 2001   | FC Barcelona Femení  |
| Claudia Zornoza      | 20. 10. 1990   | Real Madrid          |
| Útočnice             |                |                      |
| Mariona Caldentey    | 19. 03. 1996   | FC Barcelona Femení  |
| Esther González      | 08. 12. 1992   | Real Madrid          |
| Eva Navarro          | 27. 01. 2001   | Atlético Madrid      |
| Alba Redondo         | 27. 08. 1996   | Levante UD           |
| Salma Paralluelo     | 13. 11. 2003   | FC Barcelona Femení  |
| Athenea del Castillo | 24. 10. 2000   | Real Madrid          |

### Zambie
Hlavní trenér: Bruce Mwape
| Jméno              | Datum narození | Klub            |
| Brankářky          | Brankářky      | Brankářky       |
| ------------------ | -------------- | --------------- |
| Catherine Musonda  | 20. 02. 1998   | Tomiris-Turan   |
| Leticia Lungu      | 07. 08. 2004   | ZESCO United FC |
| Eunice Sakala      | 23. 05. 2002   | Nkwazi Queens   |
| Obránkyně          |                |                 |
| Judith Soko        | 31. 03. 2004   | YASA            |
| Lushomo Mweemba    | 10. 04. 2001   | Green Buffaloes |
| Mary Mulenga       | 11. 04. 1998   | Red Arrows      |
| Margaret Belemu    | 24. 02. 1997   | Šanghaj Shengli |
| Martha Tembo       | 08. 03. 1998   | BIIK Šymkent    |
| Agness Musase      | 11. 07. 1997   | Green Buffaloes |
| Esther Banda       | 21. 11. 2004   | BUSA            |
| Vast Phiri         | 03. 02. 1996   | ZESCO United FC |
| Záložnice          |                |                 |
| Susan Banda        | 06. 07. 1990   | Red Arrows      |
| Mary Wilombe       | 22. 09. 1997   | Red Arrows      |
| Hellen Mubanga     | 23. 05. 1995   | Zaragoza CFF    |
| Comfort Selemani   | 28. 11. 2004   | Elite Ladies    |
| Evarine Katongo    | 29. 12. 2002   | ZISD Women      |
| Ireen Lungu        | 06. 10. 1997   | BIIK Šymkent    |
| Hellen Chanda      | 19. 06. 1998   | BIIK Šymkent    |
| Avell Chitundu     | 30. 07. 1997   | ZESCO United FC |
| Útočnice           |                |                 |
| Ochumba Lubandji   | 01. 07. 2001   | Red Arrows      |
| Barbra Banda       | 20. 03. 2000   | Šanghaj Shengli |
| Racheal Kundananji | 03. 06. 2000   | Madrid CFF      |
| Siomala Mapepa     | 08. 08. 2002   | Elite Ladies    |

## Skupina D

### Čína
Hlavní trenérka: Shui Qingxia
| Jméno         | Datum narození | Klub                         |
| Brankářky     | Brankářky      | Brankářky                    |
| ------------- | -------------- | ---------------------------- |
| Zhu Yu        | 23. 07. 1997   | Šanghaj Shengli              |
| Xu Huan       | 06. 03. 1999   | Ťiang-su L.F.C.              |
| Pan Hongyan   | 30. 12. 2004   | Peking W.F.C.                |
| Obránkyně     |                |                              |
| Li Mengwen    | 28. 03. 1995   | Paris Saint-Germain FC       |
| Dou Jiaxing   | 29. 02. 2000   | Ťiang-su L.F.C.              |
| Wang Linlin   | 04. 08. 2000   | Šanghaj Shengli              |
| Wu Haiyan     | 26. 02. 1993   | Wu-chan Jianghan University  |
| Chen Qiaozhu  | 08. 09. 1999   | Mej-čou Huijun               |
| Gao Chen      | 11. 08. 1992   | Čchang-čchun Dazhong Zhuoyue |
| Záložnice     |                |                              |
| Zhang Xin     | 23. 05. 1992   | Šanghaj Shengli              |
| Yao Wei       | 01. 09. 1997   | Wu-chan Jianghan University  |
| Shen Mengyu   | 19. 08. 2001   | Celtic FC                    |
| Zhang Rui     | 17. 01. 1989   | Wu-chan Jianghan University  |
| Yang Lina     | 13. 04. 1994   | Levante Las Planas           |
| Yao Lingwei   | 05. 12. 1995   | Wu-chan Jianghan University  |
| Wu Chengshu   | 26. 08. 1996   | Canberra United              |
| Zhang Linyan  | 16. 01. 2001   | Grasshopper Club Zürich      |
| Gu Yasha      | 28. 11. 1990   | Wu-chan Jianghan University  |
| Útočnice      |                |                              |
| Wang Shuang   | 23. 01. 1995   | Racing Louisville            |
| Wang Shanshan | 27. 01. 1990   | Wu-chan Jianghan University  |
| Lou Jiahui    | 26. 05. 1991   | Wu-chan Jianghan University  |
| Tang Jiali    | 16. 03. 1995   | Šanghaj Shengli              |
| Xiao Yuyi     | 10. 01. 1996   | Šanghaj Shengli              |

### Dánsko
Hlavní trenér: Lars Søndergaard
| Jméno                     | Datum narození | Klub                   |
| Brankářky                 | Brankářky      | Brankářky              |
| ------------------------- | -------------- | ---------------------- |
| Lene Christensen          | 04. 02. 2000   | Rosenborg BK           |
| Kathrine Larsen           | 05. 05. 1993   | Brøndby IF             |
| Maja Bay Østergaard       | 28. 03. 1998   | FC Thy-Thisted Q       |
| Obránkyně                 |                |                        |
| Stine Ballisager Pedersen | 03. 01. 1994   | Vålerenga IF           |
| Rikke Sevecke             | 15. 06. 1996   | Everton FC             |
| Simone Boye Sørensen      | 03. 03. 1992   | Hammarby IF            |
| Katrine Veje              | 19. 06. 1991   | Everton FC             |
| Frederikke Thøgersen      | 24. 07. 1995   | FC Inter Milán         |
| Luna Gevitz               | 03. 03. 1994   | Montpellier HSC        |
| Sofie Svava               | 11. 08. 2000   | Real Madrid            |
| Záložnice                 |                |                        |
| Josefine Hasbo            | 20. 11. 2001   | Harvard Crimson        |
| Karen Holmgaard           | 28. 01. 1999   | Everton FC             |
| Sanne Troelsgaard Nielsen | 15. 08. 1988   | Reading FC             |
| Emma Snerle               | 23. 03. 2001   | West Ham United FC     |
| Kathrine Møller Kühl      | 05. 07. 2003   | Arsenal FC             |
| Sara Thrige               | 15. 05. 1996   | AC Milán               |
| Nicoline Sørensen         | 15. 08. 1997   | Everton FC             |
| Janni Thomsen             | 16. 02. 2000   | Vålerenga IF           |
| Útočnice                  |                |                        |
| Amalie Vaangsgaard        | 29. 11. 1996   | Paris Saint-Germain FC |
| Pernille Harder           | 15. 11. 1992   | Chelsea FC             |
| Rikke Madsen              | 09. 08. 1997   | North Carolina Courage |
| Signe Bruun               | 06. 04. 1998   | Olympique Lyon         |
| Mille Gejl                | 23. 09. 1999   | North Carolina Courage |

### Anglie
Hlavní trenérka:  Sarina Wiegman
| Jméno            | Datum narození | Klub                      |
| Brankářky        | Brankářky      | Brankářky                 |
| ---------------- | -------------- | ------------------------- |
| Mary Earps       | 07. 03. 1993   | Manchester United FC      |
| Hannah Hampton   | 16. 11. 2000   | Aston Villa FC            |
| Ellie Roebuck    | 23. 09. 1999   | Manchester City FC        |
| Obránkyně        |                |                           |
| Lucy Bronze      | 28. 10. 1991   | FC Barcelona Femení       |
| Niamh Charles    | 21. 06. 1999   | Chelsea FC                |
| Alex Greenwood   | 07. 09. 1993   | Manchester City FC        |
| Millie Bright    | 21. 08. 1993   | Chelsea FC                |
| Lotte Wubben-Moy | 11. 01. 1999   | Arsenal FC                |
| Esme Morgan      | 18. 10. 2000   | Manchester City FC        |
| Jess Carter      | 27. 10. 1997   | Chelsea FC                |
| Záložnice        |                |                           |
| Keira Walsh      | 08. 04. 1997   | FC Barcelona Femení       |
| Georgia Stanway  | 03. 01. 1999   | FC Bayern Mnichov         |
| Ella Toone       | 02. 09. 1999   | Manchester United FC      |
| Jordan Nobbs     | 08. 12. 1992   | Aston Villa FC            |
| Laura Coombs     | 29. 01. 1991   | Manchester City FC        |
| Katie Zelem      | 20. 01. 1996   | Manchester United FC      |
| Útočnice         |                |                           |
| Lauren James     | 29. 09. 2001   | Chelsea FC                |
| Rachel Daly      | 06. 12. 1991   | Aston Villa FC            |
| Lauren Hemp      | 07. 08. 2000   | Manchester City FC        |
| Chloe Kelly      | 15. 01. 1998   | Manchester City FC        |
| Bethany England  | 03. 06. 1994   | Tottenham Hotspur FC      |
| Katie Robinson   | 08. 08. 2002   | Brighton & Hove Albion FC |
| Alessia Russo    | 08. 02. 1999   | Manchester United FC      |

### Haiti
Hlavní trenér:  Nicolas Delépine
| Jméno               | Datum narození | Klub                     |
| Brankářky           | Brankářky      | Brankářky                |
| ------------------- | -------------- | ------------------------ |
| Kerly Théus         | 07. 01. 1999   | Miami City               |
| Nahomie Ambroise    | 13. 11. 2003   | Little Haiti FC          |
| Lara Larco          | 27. 11. 2002   | Georgeetown Hoyas        |
| Obránkyně           |                |                          |
| Chelsea Surpis      | 20. 12. 1996   | Grenoble Foot 38         |
| Tabita Joseph       | 13. 09. 2003   | Stade Brestois           |
| Betina Petit-Frère  | 01. 08. 2003   | Stade Brestois           |
| Esthericove Joseph  | 05. 02. 2003   | Exafoot                  |
| Milan Pierre-Jérôme | 23. 04. 2002   | George Mason Patriots    |
| Kethna Louis        | 05. 08. 1996   | Montpellier HSC          |
| Ruthny Mathurin     | 14. 01. 2001   | Louisiana Ragin' Cajuns  |
| Záložnice           |                |                          |
| Jennyfer Limage     | 25. 12. 1997   | Grenoble Foot 38         |
| Maudeline Moryl     | 24. 01. 2003   | Grenoble Foot 38         |
| Melchie Dumornay    | 17. 08. 2003   | Stade Reims              |
| Danielle Étienne    | 16. 01. 2001   | Fordham Rams             |
| Sherly Jeudy        | 13. 10. 1998   | Grenoble Foot 38         |
| Noa Ganthier        | 13. 10. 2002   | Weston FC                |
| Dayana Pierre-Louis | 24. 09. 2003   | GPSO 92 Issy             |
| Útočnice            |                |                          |
| Batcheba Louis      | 15. 06. 1997   | FC Fleury 91             |
| Nérilia Mondésir    | 17. 01. 1999   | Montpellier HSC          |
| Roseline Éloissaint | 20. 02. 1999   | FC Nantes                |
| Darlina Joseph      | 15. 12. 2003   | Grenoble Foot 38         |
| Shwendesky Joseph   | 18. 11. 1997   | FK Zenit Sankt-Petěrburg |
| Roselord Borgella   | 01. 04. 1993   | Dijon FCO                |

## Skupina E

### Nizozemsko
Hlavní trenér: Andries Jonker

### Portugalsko
Hlavní trenér: Francisco Neto

### USA
Hlavní trenér:  Vlatko Andonovski

### Vietnam
Hlavní trenér: Mai Đức Chung

## Skupina F

### Brazílie
Hlavní trenérka:  Pia Sundhage

### Francie
Hlavní trenér: Hervé Renard

### Jamajka
Hlavní trenér: Lorne Donaldson

### Panama
Hlavní trenér:  Ignacio Quintana

## Skupina G

### Argentina
Hlavní trenér: Germán Portanova

### Itálie
Hlavní trenérka: Milena Bertolini

### Jihoafrická republika
Hlavní trenérka: Desiree Ellis

### Švédsko
Hlavní trenér: Peter Gerhardsson

## Skupina H

### Kolumbie
Hlavní trenér: Nelson Abadía

### Německo
Hlavní trenérka: Martina Voss-Tecklenburg

### Maroko
Hlavní trenér:  Reynald Pedros

### Jižní Korea
Hlavní trenér:  Colin Bell